# Go-oo
Go-oo (Go OpenOffice), (precedentemente chiamato ooo-build) è un insieme concentrato di patch per la suite di produttività personale multipiattaforma OpenOffice.org. Go-oo è inoltre una delle varianti di OpenOffice.org create da queste patch.
Fornisce un supporto più completo per i file in formato Office Open XML rispetto alle pubblicazioni di OpenOffice.org fornite da Oracle Corporation (le quali richiedono le estensioni addizionali ODF Converter Integrator al fine di fornire funzionalità comparabili), ed altre migliorie che non sono ancora state accettate nelle release di sviluppo sviluppate da Oracle, o non lo saranno a causa di motivi economici o di politica commerciale aziendale. Alcuni di questi cambiamenti o miglioramenti potranno eventualmente fare parte anche della versione Oracle, col tempo.
L'esportazione in PDF ibrido (PDF che include gli originari documenti sorgenti), Sun Presentation Minimizer, Sun Report builder e altre funzionalità sono direttamente disponibili in Go-oo, mentre in OpenOffice sono disponibili come estensioni a parte.
OpenOffice.org incluso in molte distribuzioni Linux come  Debian, Mandriva, openSUSE, Gentoo e Ubuntu usa alcune patch di Go-oo.
Go-oo, come variante di OpenOffice.org, supporta i formati file standard ISO/IEC OpenDocument (supporto completo) e Office Open XML (lettura e scrittura) per interscambio dati, così come i formati Microsoft Office 97–2003, e molti altri.
Le patch di Go-oo vengono incorporate nel fork di OpenOffice denominato LibreOffice da settembre 2010, ed il team di Go-oo ha annunciato che lo sviluppo di Go-oo cesserà in favore di LibreOffice.

## The Document Foundation e Go-oo
Il 28 settembre 2010 alcuni membri del progetto OpenOffice.org hanno fondato il gruppo The Document Foundation distaccandosi da Oracle, che ha rifiutato l'invito a donare il marchio OpenOffice.org e prendere parte all'iniziativa. Con l'intento di riunire gli sforzi (talvolta frammentati) sviluppati dalla community nel corso degli anni, la fondazione ha pubblicato un fork della suite chiamato provvisoriamente LibreOffice, che incorpora nella prima release le migliorie del progetto Go-oo.
La comunità di OpenOffice.org compresi i partner Canonical, Google, Novell e Red Hat ha manifestato supporto verso The Document Foundation per la creazione di una suite aperta e indipendente.
Canonical, Novell e Red Hat hanno poi in progetto l'inserimento di LibreOffice nei loro Sistemi operativi.
- OxygenOffice Professional implementa OpenOffice.org, aggiungendo la possibilità di eseguire macro in Visual Basic for Applications (VBA) per Calc (per testing), aggiunge a Calc l'esportazione in HTML, rafforza il supporto di Access per Base, amplia la tavolozza dei colori, aggiunge help contestuale e documentazione addizionale, aggiunge clip art, numerosi modelli ed esempi di documenti e oltre 90 font.[12] Anche questo progetto confluirà in LibreOffice.

## Storia
Per molto tempo varie distribuzioni Linux, compreso SUSE nei suoi vari formati, Debian e Ubuntu, hanno cooperato sviluppando un grande numero di patch per le migliorie di OpenOffice.org che per varie ragioni tecniche o di politica commerciale non sono state accettate o neppure immesse nel progetto di sviluppo delle nuove release.
Alcune delle aziende che stanno dietro quelle distribuzioni hanno anche offerto build per la versione Windows di OpenOffice.org che forniscono le medesime implementazioni delle nuove versioni in sviluppo. Le implementazioni per Windows includono, per esempio, OxygenOffice Professional e OpenOffice.org Novell Edition. Go-oo è giusto un marchio che concentra queste patch e migliorie per OpenOffice.org.
Michael Meeks, al tempo di Novell, ora alla guida dell'azienda inglese Collabora (che ha lavorato anche su OpenOffice.org e GNOME), ha detto che la differenziazione è stata fatta perché Sun Microsystems voleva conservare il diritto di offrire la sua versione (StarOffice) ed anche vendere nel mercato in sviluppo del software proprietario, come IBM Lotus Symphony per IBM.
Sun è stata accusata di non accettare contributi, in forma di codice, da parte della comunità.

### Versioni
Build stabili di Go-oo sono generalmente disponibili un paio di giorni dopo le corrispondenti di OpenOffice.org rilasciate da Oracle. Le implementazioni Windows hanno un numero diverso dall'ultimo numero della versione di Linux si cui si basano. È disponibile una versione stabile per i computer Macintosh con processori Intel.
Windows
| Versione          | Disponibile da    |
| ----------------- | ----------------- |
| 2.3.0 (instabile) | 8 ottobre 2007    |
| 2.4.0             | 30 aprile 2008    |
| 2.4.1             | 10 giugno 2008    |
| 3.0               | 22 ottobre 2008   |
| 3.0.1             | 4 febbraio 2009   |
| 3.1.0             | 2 giugno 2009     |
| 3.1.1             | 16 settembre 2009 |
| 3.2.0 (3.2.0-13)  | 26 febbraio 2010  |
| 3.2.1 (3.2.1-11)  | 21 luglio 2010    |

Linux
| Versione          | Disponibile da    |
| ----------------- | ----------------- |
| 2.3.0 (instabile) | 14 novembre, 2007 |
| 2.4.0 (instabile) | 20 febbraio 2008  |
| 2.4.1             | 26 giugno 2008    |
| 3.0.0             | 21 novembre 2008  |
| 3.0.1             | 5 febbraio 2009   |
| 3.1.0             | 2 giugno 2009     |
| 3.1.1             | 5 settembre 2009  |
| 3.2.0             | 26 febbraio 2010  |
| 3.2.1             | 21 luglio 2010    |

Mac
| Versione         | Disponibile da   |
| ---------------- | ---------------- |
| 3.1.0            | 28 maggio 2009   |
| 3.1.1            | 4 settembre 2009 |
| 3.2.0 (3.2.0.13) | 26 febbraio 2010 |
| 3.2.1            | 4 giugno 2010    |

## Differenze tra OpenOffice.org e Go-oo

### Vantaggi
- Go-oo opera più velocemente in alcune operazioni rispetto a OpenOffice.org.[21] Questo lo rende più veloce rispetto a OpenOffice.org su vecchi computer con meno RAM.
- L'installazione di OpenOffice.org 3.0 non include più un gran numero di dizionari di ausilio per la scrittura (controllo ortografico, tratto d'unione (punteggiatura) e thesaurus), e questo impatta sulle performance delle applicazioni. Le versioni localizzate possono comprendere dizionari per le lingue derivate primarie e secondarie. Dizionari sono ora disponibili come estensioni scaricabili, separatamente per ciascun linguaggio.[22]  Il file di installazione di Go-oo dalla versione 3 include dizionari in molte lingue, come una singola estensione, facente parte di un file di installazione. L'inclusione di un gran numero di dizionari in una installazione di default può influire sulle prestazioni .
- La prima volta che OpenOffice.org viene avviato apre una procedura guidata per assistere l'utente attraverso l'impostazione di nome utente e la procedura di registrazione .[23] Questa procedura è disabilitata in Go-oo.
- Go-oo utilizza icone grandi e le icone in stile del progetto "Tango" per barra degli strumenti e menu per default. OpenOffice.org usa icone piccole e lo stile icone "Classic" o "Galaxy" per default.[24][25][26]

#### Funzionalità
- Go-oo scrive in formato file OOXML, e non si limita a leggerlo.
- Go-oo include effetti di transizione tridimensionali in Presentations (Linux).[27]
- Uso del framework multimediale GStreamer per i contenuti multimediali in Linux;
- Go-oo utilizza un combo box al posto del pulsante dello zoom disponibile in OpenOffice.org. Più recenti versioni di OOo 2.x hanno un oggetto menu zoom cliccabile sulla barra di stato. Un dispositivo di scorrimento dello zoom è stato introdotto per OOo 3.0 Writer e successivamente aggiunto nei componenti di OOo 3.1 Calc, Impress e Draw.
- Go-oo Calc 2.4.x ha incorporata una funzione interna chiamata "Solver". È un po' diversa dalla funzione Solver con lo stesso nome, disponibile in OpenOffice.org 3.0. OpenOffice.org 2.4.x e precedenti non incorpora Solver.

#### Tipi di File supportati
Importazione
- Go-oo 2.4.x ha incorporato il supporto per aprire i file in formato Office Open XML ed estende tale funzione anche per gli utilizzatori di Windows 98/ME. (Nota: OpenOffice.org dalla versione 3.x ha incluso il supporto per aprire i documenti in file Office Open XML, ma tale versione non può essere installata sotto Windows 98/ME.)
- supporto per le macro scritte in VBA;
- importazione file da Microsoft Works;
- importa file da Lotus Word Pro, word processor di IBM Lotus SmartSuite;
- Go-oo Draw ha la funzione incorporata di apertura dei file SVG. OpenOffice.org Draw richiede delle apposite estensioni.[28][29][30]
- l'estensione PDF Import extension è inclusa di default in Go-oo 3.0.
- migliora i disegni EMF (Windows Metafile);
- importa i grafici creati con WordPerfect Office Graphics della Corel.

Salvataggio/Esportazione
- Dalle versioni 3.0 in poi, Go-oo può salvare file di XLS protetti da password. Esso utilizza un solo metodo di crittografia di base compatibile con molte applicazioni di foglio elettronico (per esempio Gnumeric).
- Go-oo 3.x può salvare file in formato Office Open XML come file con estensione docx, xlsx, pptx utilizzando Novell OpenXML Converter.[31] Grazie a Go-oo per Windows e la versione simile OpenOffice.org Novell Edition per Windows, Novell OpenXML Converter può funzionare con Go-oo 3.x.[32]

### Svantaggi
- Le localizzazioni in altre lingue di Go-oo sono disponibili solo come pacchetti lingua installabili successivamente alla versione installata in inglese.[6] Traduzioni dell'interfaccia utente e dei dizionari per linguaggi differenti in Go-oo non sono in alcuni casi gli stessi inclusi in OpenOffice.org.

### Altre differenze
- Go-oo usa icone di scelta rapida delle singole applicazione in stile "Tango style", come pure le icone di avvio veloce e le icone dei file associati.[33][34]
- I file di installazione di Go-oo sono abitualmente disponibili per il download dopo alcuni giorni dopo il rilascio della corrispondente versione di OpenOffice.org.
- Go-oo per Windows è simile a OpenOffice.org Novell Edition per Windows. Per esempio Go-oo ha la versione 3.0-19 e Novell Edition la 3.0-22.[32]